# Generalni konzulat Republike Slovenije v New Yorku
Generalni konzulat Republike Slovenije v New Yorku je diplomatsko-konzularno predstavništvo (generalni konzulat) Republike Slovenije s sedežem v New Yorku (ZDA); spada pod okrilje Veleposlaništvu Republike Slovenije v Združenih državah Amerike.
Slovenija je generalni konzulat v New Yorku zaprla leta 2012. 